# 鷲の門

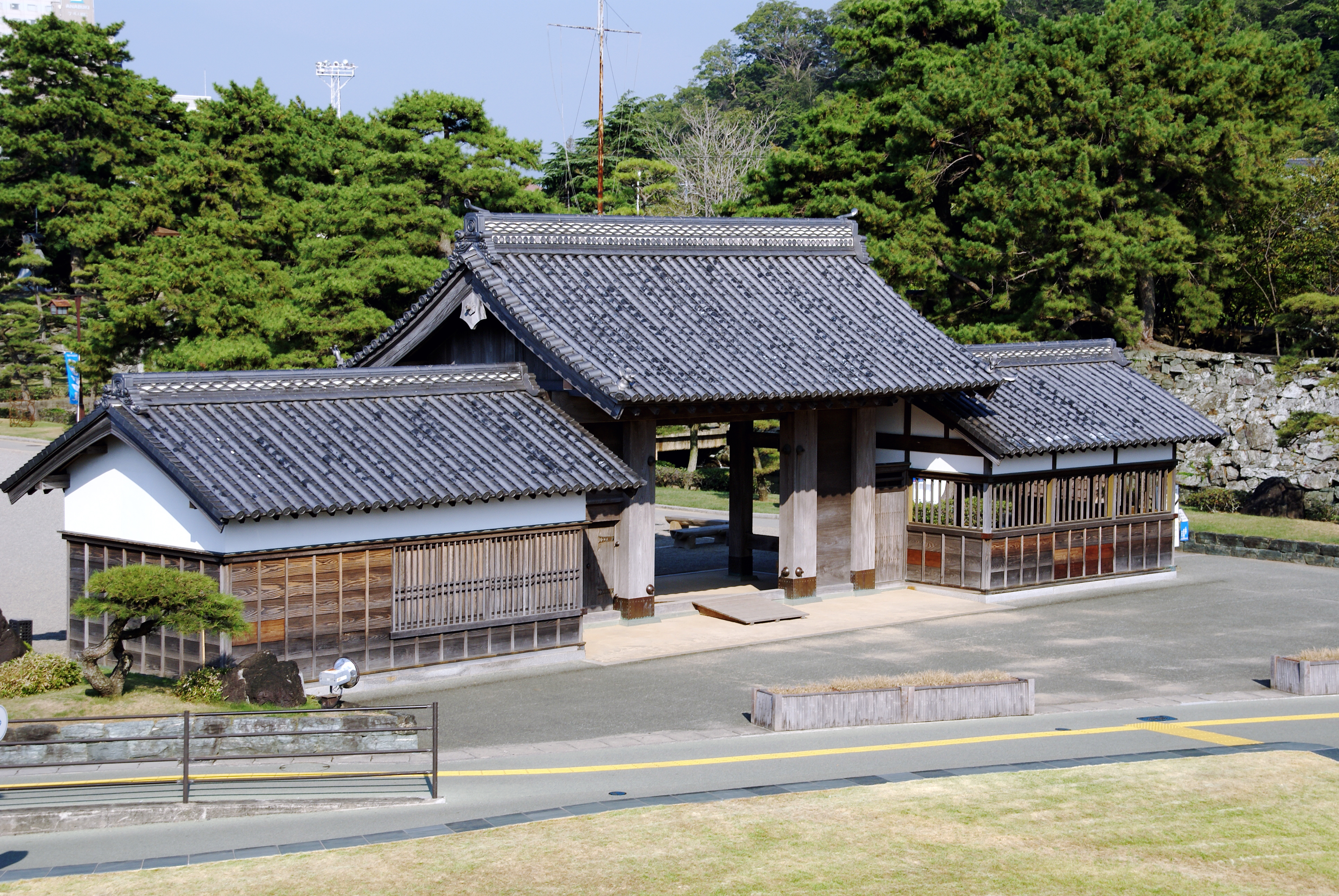
鷲の門。南東の歩道橋上から。

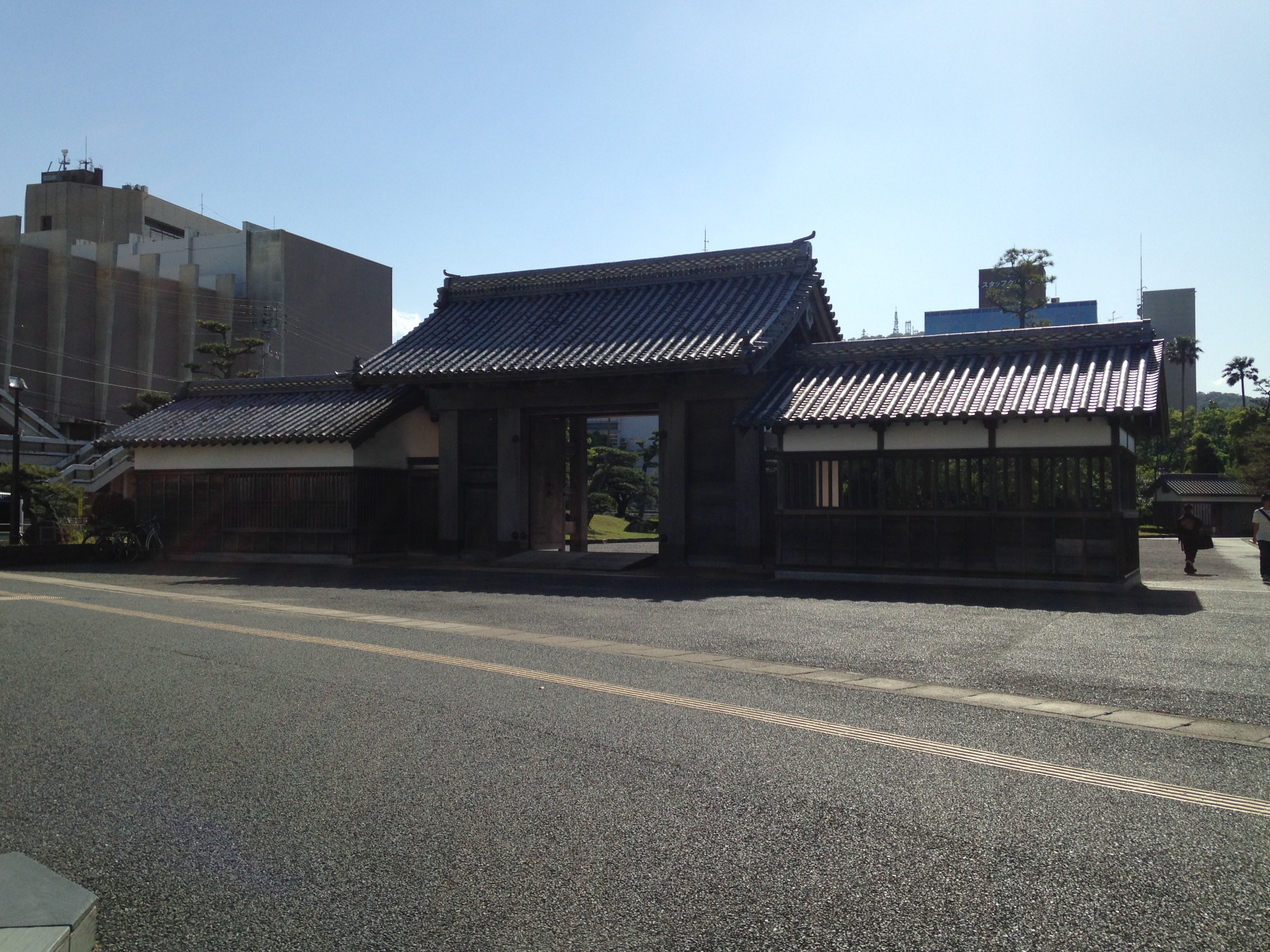
鷲の門。北東から。

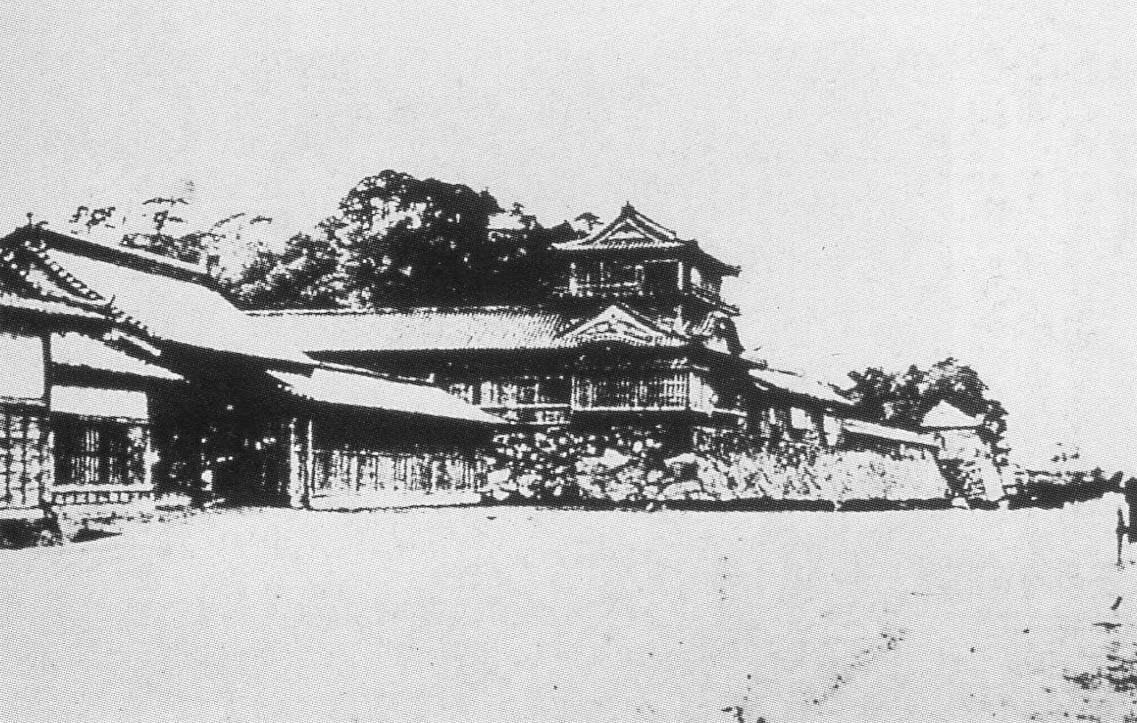
旧 鷲の門。月見櫓が健在なことから徳島城解体 (1875) 前とわかる。

鷲の門（わしのもん）は、徳島県徳島市徳島町城内の徳島中央公園にある、かつての徳島城の城門である。ただし実物は戦失し、現在の門は復元である。古い門は鷲ノ門・鷲之門・鷲御門などとも。
名の由来は、幕府に「鷲を飼う建物」として申請したためと伝えられるが、出所不明で、真偽は定かでない。

## 旧 鷲の門

### 建設
堀川の南に位置するこの付近は、徳島城築城時には城外だった。しかしその後、城の南に新しい曲輪「三木郭」（みきくるわ）が築かれ城内となった。その郭の門が鷲の門である。
三木郭・鷲の門が築かれたのは蜂須賀光隆の代 (在 1652–1666) とする文献もあるが、1989年の発掘調査でも文禄慶長期 (1592–1615) と推定される滴水瓦が出土しており、『阿淡年表秘録』の記述では1603年（慶長8年）に鷲の門に関する記述があるため、1603年にはすでにあったはずである。
三木郭には石垣や濠がなく、土倉のような建物で囲まれており、その東の一角に鷲の門があった。城の巽（南東）の端に位置し、東に面した、表口見附の門である。
様式は脇戸付き薬医門。南脇には御番所があった。
南北に伸びる御堀縁に面し、ほぼ正面から徳島本丁筋（現 国道192号）が東へ伸び、淡路街道・伊予街道・土佐街道など主要街道の起点となっていた。

### 明治以降
1875年、徳島城が取り壊されたが、鷲の門のみが記念として保存され、長らく徳島公園（現 徳島中央公園）のシンボルとなっていた。
江戸時代には、門の北側（現 腰掛長屋）は堀まで伸び、この門のみで通行できた。しかし、時期は不明だが、この部分は解体され、通行できるようになった。
1945年7月4日の徳島大空襲で焼失した。

## 新 鷲の門

### 復元
徳島市出身の学校経営者吉井ツルヱ（ツルエとも）により、1988年12月27日復元開始、1989年9月15日完成。1989年9月27日、徳島市市制100年を記念し寄贈された。
復元には、1936年に県立工業学校（のち県立徳島工業高校、現 県立徳島科学技術高校）建築科が実測・作成した図面が元になった。

### 建築物
各部の寸法等は次の通り。御番所・腰掛長屋は、門本体の左右（南北）に伸びる小屋である。
|        | 御番所 | 門     | 腰掛長屋 |
| ------ | ------ | ------ | -------- |
| 間口/m | 6.93   | 7.78   | 6.93     |
| 奥行/m | 3.96   | 3.21   | 3.96     |
| 高さ/m | 4.28   | 7.73   | 4.28     |
|        | 瓦葺   | 瓦葺   | 瓦葺     |
|        | 檜造   | 総欅造 | 檜造     |
|        | 平屋建 | 平屋建 | 平屋建   |

門本体の大きさは旧鷲の門と同じだが、御番所と腰掛長屋は少し短くなっている。また、全体の位置も少し異なる。これは、かつてとは道路の配置が異なる（旧三木郭の中を国道192号が通っている）ためである。

### 立地・運用
徳島中央公園の南東の角に、東向きに建つ。北の腰掛長屋は堀までは届いておらず、堀との間に出入口が開いている。南では、狭い隙間を挟んで、公園南縁に沿った低い石垣（徳島城の遺構ではなく新しいもの）につながっている。
門は常に開いていて、自由に通過できる。ただし、スロープまたは段差がある。脇戸は常に閉じている。腰掛長屋は公園側に壁がなく開いており、長椅子のある休憩所になっている。御番所は壁に囲まれ、施錠された扉がある。
北の出入口の反対側には、復元記念碑が設置されている。高さ2m×幅2m×厚み0.5mの石碑で、1990年3月に設置された。その右には、江戸時代の現内町地区の地理を示した地図「うちまちの昔」（1992年3月設置）がある。門のすぐ南外側には、徳島中央公園が1989年7月「日本の都市公園100選」に選定された旨の碑がある。
門の外側は舗装され、歩道と連続した広場になっており、市バスの「徳島公園鷲の門前」バス停とその休憩所（1976年4月設置）がある。門の内側には鷲の門広場が広がる。
夕暮れから22時までライトアップされる。

## 鷲の門広場
鷲の門のすぐ内側、北を堀川・南を石垣・西を寺島川・東を鷲の門に囲まれた広場が、鷲の門広場である。徳島中央公園の最南部に位置し、旧 三木郭の北部にあたる。
鷲の門方面のほか、南西にも出入口が開いており、国道192号アンダーパスを越える歩道に通じている。
1989年の鷲の門落成に合わせ、現在は一面が砂利敷きになっているが、昭和後期～鷲の門落成までは、中央に噴水がある洋風の公園広場であった。2002年10月1日、本丸西端にあった弓櫓を縮小しかたどった時計塔「櫓型時計」が設置された。
毎年8月11日には、阿波踊りサウンドフェスティバル実行委員会主催により、阿波踊りの前夜祭としてフリーライブ(阿波踊りサウンドフェスティバル)が開催されている。

## 交通
- 市バス「徳島公園鷲の門前」すぐ
- JR徳島駅から徒歩5分